# القرصان الأبيض (فلم)
القرصان الأبيض فيلم مغربي من إنتاج سنة 2011 للمخرجة فريدة بورقية. من بطولة طارق البخاري الذي يلعب دور هشام شاب نابغة في مجال المعلوميات وبالضبط في مجال الهاكرز أو القرصنة الإلكترونية, حيث يستغل مواهبه في هذا المجال لخدمة بعض البلدان المتخلفة تكنلوجيا.
الفيلم يعتبر الأول من نوعه الذي تطرق لظاهرة الهاكرز في المغرب الذي يعتبر من أبرز رواد هذا المجال.

## روابط خارجية
- صفحة الفيلم على الموقع الرسمي للقناة الأولى